# (1121) Natascha
(1121) Natascha est un astéroïde de la ceinture principale, découvert le 11 septembre 1928 par l'astronome russe/soviétique Pelagueïa Shajn depuis l'observatoire de Simeiz. Sa désignation provisoire était 1928 RZ.
Il est nommé en l'honneur de Natascha Tichomirova, fille de l'astronome Grigori Néouïmine.